# Rif Tribes Foundation
La Rif Tribes Foundation (Rif Tribes o en castellano Fundación Rif Tribes) es la fundación privada creada por Sidi Massinissa del Rif en 2022. Su sede está en la ciudad de Barcelona (Cataluña), España. La fundación está presidida por el mismo fundador y se autodefine como «una fundación que promueve el arte tradicional Amazig y el desarrollo sostenible de las montañas del Rif del norte de Marruecos».

## Proyectos de la Fundación

### Ayuda alimentaria para familias rurales
Desde su creación, la Fundación ha llevado una campaña de ayuda alimentaria para familias rurales en las montañas del Rif del norte de Marruecos. La Fundación ha beneficiado a más de 200 familias y a más de 1.540 personas de las tribus Ibuqquyen y Ayt Waryaɣar entregándoles cajas grandes mensualmente con los ingredientes más básicos para evitar la hambruna.

### Campaña de maternidad
En el mes de Ramadán del 2023, la Rif Tribes Foundation anunció que lanzaría una campaña de maternidad para luchar en contra de la mortalidad infantil y la depresión posparto. La Campaña fue compartida por varias celebridades del mundo árabe, incluyendo la supermodelo italiano marroquí Malika El Mahsouli.

## Apoyo internacional
Desde su creación en 2022 por Sidi Massinissa del Rif, la Rif Tribes Foundation ha recibido el apoyo de marcas de moda de lujo como Casablanca Paris y Maison Sara Chraibi, celebridades como ElGrandeToto, Rabi Skalli, Karima Gouit, Charaf Tajer, Ouidad Elma e importantes autoridades como Farid Chourak, gobernador de Alhucemas y asesor del Rey Mohamed VI de Marruecos, y del Instituto Español Melchor de Jovellanos de Alhucemas en Marruecos.